# تصفيات كأس العالم 2006 - إفريقيا الدور الثاني
الدور الثاني من تصفيات أفريقيا للتأهل إلى بطولة كأس العالم لكرة القدم 2006 في ألمانيا بدأ في 5 يونيو 2005 إلى 8 أكتوبر 2005.
المنتخبات التي ستحتل المركز الأول في المجموعات الخمس ستتأهل إلى بطولة كأس العالم. كما أن هذا الدور يعتبر أيضا تصفيات كأس الأمم الأفريقية لكرة القدم 2006 في مصر حيث أن المنتخبات التي ستحتل المراكز الثلاث الأولى في المجموعات الخمس ستتأهل إلى بطولة كأس الأمم الأفريقية.

## الطريقة
المنتخبات الثلاثين (9 منتخبات تأهلت مباشرة إلى الدور الثاني و21 منتخب فائز في الدور الأول) تم توزيعها على 5 مجموعات تلعب بطريقة الدوري الكامل.

## المجموعات

### المجموعة الأولى
| المنتخب | المباريات | الفوز | التعادل | الخسارة | له | عليه | الفارق | النقاط |
| ------- | --------- | ----- | ------- | ------- | -- | ---- | ------ | ------ |
| توغو    | 10        | 7     | 2       | 1       | 20 | 8    | +12    | 23     |
| السنغال | 10        | 6     | 3       | 1       | 21 | 8    | +13    | 21     |
| زامبيا  | 10        | 6     | 1       | 3       | 16 | 10   | +6     | 19     |
| الكونغو | 10        | 3     | 1       | 6       | 10 | 14   | −4     | 10     |
| مالي    | 10        | 2     | 2       | 6       | 11 | 14   | −3     | 8      |
| ليبيريا | 10        | 1     | 1       | 8       | 3  | 27   | −24    | 4      |

- تأهل منتخب توغو إلى بطولة كأس العالم.
- تأهلت منتخبات توغو، السنغال، وزامبيا إلى بطولة كأس الأمم الأفريقية.

| زامبيا            | 1 – 0     | توغو |
| ----------------- | --------- | ---- |
| جاكوب مولينغا 11' | (التقرير) |      |

| السنغال                          | 2 – 0     | الكونغو |
| -------------------------------- | --------- | ------- |
| لاميني دياتا 59' · موسى نداي 77' | (التقرير) |         |

| ليبيريا       | 1 – 0     | مالي |
| ------------- | --------- | ---- |
| ألفين كيه 85' | (التقرير) |      |

| مالي                | 1 – 1     | زامبيا           |
| ------------------- | --------- | ---------------- |
| فريديريك كانوتي 80' | (التقرير) | هاري ميلانزي 25' |

| الكونغو                                                 | 3 – 0     | ليبيريا |
| ------------------------------------------------------- | --------- | ------- |
| ميشيل بووانغا 52' · أرميل ديزني 55' · غيرفيه باتوتا 66' | (التقرير) |         |

| توغو                                              | 3 – 1     | السنغال            |
| ------------------------------------------------- | --------- | ------------------ |
| إيمانويل أديبايور 30' · ياو جونيور سينايا 76' 85' | (التقرير) | بابا بوبا ديوب 81' |

| السنغال        | 1 – 0     | زامبيا |
| -------------- | --------- | ------ |
| بابكر غويي 21' | (التقرير) |        |

| الكونغو         | 1 – 0     | مالي |
| --------------- | --------- | ---- |
| أرميل ديزني 30' | (التقرير) |      |

| ليبيريا | 0 – 0     | توغو |
| ------- | --------- | ---- |
|         | (التقرير) |      |

| زامبيا            | 1 – 0     | ليبيريا |
| ----------------- | --------- | ------- |
| كالوشا بواليا 91' | (التقرير) |         |

| توغو                      | 2 – 0     | الكونغو |
| ------------------------- | --------- | ------- |
| إيمانويل أديبايور 37' 80' | (التقرير) |         |

| مالي                                  | 2 – 2     | السنغال                    |
| ------------------------------------- | --------- | -------------------------- |
| مامادو ديالو 4' · فريديريك كانوتي 54' | (التقرير) | هنري كامارا 45' · بابا ديا |

| الكونغو                             | 2 – 3     | زامبيا                    |
| ----------------------------------- | --------- | ------------------------- |
| ميشيل بووانغا 75' · أرميل ديزني 81' | (التقرير) | كولينز مبيسوما 2' 37' 65' |

| توغو                  | 1 – 0     | مالي |
| --------------------- | --------- | ---- |
| إيمانويل أديبايور 23' | (التقرير) |      |

| ليبيريا | 0 – 3     | السنغال                                  |
| ------- | --------- | ---------------------------------------- |
|         | (التقرير) | بابا بوبا ديوب 41' · هنري كامارا 50' 73' |

| زامبيا                             | 2 – 0     | الكونغو |
| ---------------------------------- | --------- | ------- |
| إيليا تانا 1' · كولينز مبيسوما 44' | (التقرير) |         |

| السنغال                                                                                                  | 6 – 1     | ليبيريا         |
| --- | --------- | --------------- |
| خليلو فاديغا 19' · الحجي ضيوف 45' (ركلة جزاء) 84' · عبد الله فاييه 56' · هنري كامارا 72' · موسى نداي 75' | (التقرير) | إسحاق توندو 86' |

| مالي                 | 1 – 2     | توغو                                    |
| -------------------- | --------- | --------------------------------------- |
| سومايلا كوليبالي 12' | (التقرير) | مصطفى ساليفو 78' · مامان شريف توريه 91' |

| توغو                                                              | 4 – 1     | زامبيا            |
| ----------------------------------------------------------------- | --------- | ----------------- |
| إيمانويل أديبايور 14' 94' · مامان شريف توريه 47+' · محمد قادر 61' | (التقرير) | غيفت كامبامبا 15' |

| الكونغو | 0 – 0     | السنغال |
| ------- | --------- | ------- |
|         | (التقرير) |         |

| مالي                                                                                   | 4 – 1     | ليبيريا                      |
| -------------------------------------------------------------------------------------- | --------- | ---------------------------- |
| درامان كوليبالي 7' (ركلة جزاء) 34' · سليمان دياموتين 48' (ركلة جزاء) · محمدو ديارا 75' | (التقرير) | أركاديا مارتين ويساي توي 54' |

| زامبيا                                | 2 – 1     | مالي                 |
| ------------------------------------- | --------- | -------------------- |
| لينوس تشالوي 26' · كولينز مبيسوما 85' | (التقرير) | سومايلا كوليبالي 73' |

| السنغال                            | 2 – 2     | توغو                                          |
| ---------------------------------- | --------- | --------------------------------------------- |
| مامادو نيانغ 15' · هنري كامارا 30' | (التقرير) | أديكامني أولوفادي 11' · إيمانويل أديبايور 71' |

| ليبيريا | 0 – 2     | الكونغو          |
| ------- | --------- | ---------------- |
|         | (التقرير) | رودي بيبي 3' 73' |

| زامبيا | 0 – 1     | السنغال        |
| ------ | --------- | -------------- |
|        | (التقرير) | الحجي ضيوف 57' |

| مالي                                 | 2 – 0     | الكونغو |
| ------------------------------------ | --------- | ------- |
| عبد الله ديمبا 48' · محمد سيسوكو 51' | (التقرير) |         |

| توغو                                             | 3 – 0     | ليبيريا |
| ------------------------------------------------ | --------- | ------- |
| إيمانويل أديبايور 52' 93' · مامان شريف توريه 69' | (التقرير) |         |

| ليبيريا | 0 – 5     | زامبيا                                                                |
| ------- | --------- | --------------------------------------------------------------------- |
|         | (التقرير) | إغناتيوس لويبا 50' 82' · نتشيمونيا مويتوا 51' 63' · مومامبا نومبا 61' |

بسبب مخاوف أمنية تتعلق بالانتخابات الرئاسة الليبيرية لعبت المباراة وراء الأبواب المغلقة.
| السنغال                              | 3 – 0     | مالي |
| ------------------------------------ | --------- | ---- |
| هنري كامارا 18' 65' · الحجي ضيوف 23' | (التقرير) |      |

| الكونغو                              | 2 – 3     | توغو                                      |
| ------------------------------------ | --------- | ----------------------------------------- |
| برتراند بوويتي 26' · أرميل ديزني 56' | (التقرير) | إيمانويل أديبايور 40' · محمد قادر 60' 70' |

## المجموعة الثانية
| المنتخب                     | المباريات | الفوز | التعادل | الخسارة | له | عليه | الفارق | النقاط |
| --------------------------- | --------- | ----- | ------- | ------- | -- | ---- | ------ | ------ |
| غانا                        | 10        | 6     | 3       | 1       | 17 | 4    | +13    | 21     |
| جمهورية الكونغو الديمقراطية | 10        | 4     | 4       | 2       | 14 | 10   | +4     | 16     |
| جنوب إفريقيا                | 10        | 5     | 1       | 4       | 12 | 14   | −2     | 16     |
| بوركينا فاسو                | 10        | 4     | 1       | 5       | 14 | 13   | +1     | 13     |
| الرأس الأخضر                | 10        | 3     | 1       | 6       | 8  | 15   | −7     | 10     |
| أوغندا                      | 10        | 2     | 2       | 6       | 6  | 15   | −9     | 8      |

تأهل منتخب غانا إلى بطولة كأس العالم.
تأهلت منتخبات غانا، الكونغو الديمقراطية، وجنوب أفريقيا إلى بطولة كأس الأمم الأفريقية.
| جنوب إفريقيا             | 2 – 1     | الرأس الأخضر        |
| ------------------------ | --------- | ------------------- |
| مبوليلو مابيزيلا 40' 68' | (التقرير) | جانيسيو مارتينز 73' |

| بوركينا فاسو     | 1 – 0     | غانا |
| ---------------- | --------- | ---- |
| مامادو زونغو 79' | (التقرير) |      |

| أوغندا              | 1 – 0     | جمهورية الكونغو الديمقراطية |
| ------------------- | --------- | --------------------------- |
| إبراهيم سيكاغيا 75' | (التقرير) |                             |

| الرأس الأخضر | 1 – 0     | أوغندا |
| ------------ | --------- | ------ |
| كافو 42'     | (التقرير) |        |

| غانا                                       | 3 – 0     | جنوب إفريقيا |
| ------------------------------------------ | --------- | ------------ |
| سولي علي مونتاري 13' · ستيفن أبياه 55' 78' | (التقرير) |              |

| جمهورية الكونغو الديمقراطية                                                        | 3 – 2     | بوركينا فاسو                        |
| ---------------------------------------------------------------------------------- | --------- | ----------------------------------- |
| مارسيل كيميمبا مبايو 12' · مبالا مبوتا بيسكوتي 75' · ديكيلو باغيتا 88' (ركلة جزاء) | (التقرير) | أمادو توريه 26' · موموني داغانو 85' |

| جنوب إفريقيا                     | 2 – 0     | بوركينا فاسو |
| -------------------------------- | --------- | ------------ |
| ستيفن بينار 14' · شون بارتلت 42' | (التقرير) |              |

| الرأس الأخضر     | 1 – 1     | جمهورية الكونغو الديمقراطية |
| ---------------- | --------- | --------------------------- |
| جيمي موديستي 26' | (التقرير) | دجوكو كالوييتوكا 1'         |

| أوغندا           | 1 – 1     | غانا             |
| ---------------- | --------- | ---------------- |
| ديفيد أوبوا 46+' | (التقرير) | أسامواه غيان 88' |

| بوركينا فاسو                              | 2 – 0     | أوغندا |
| ----------------------------------------- | --------- | ------ |
| موموني داغانو 34' · عبد العزيز نيكيما 79' | (التقرير) |        |

| غانا                                                    | 2 – 0     | الرأس الأخضر |
| ------------------------------------------------------- | --------- | ------------ |
| مايكل إيسيان 24' (ركلة جزاء) · نيلسون فيغا 62' (بالخطأ) | (التقرير) |              |

| جمهورية الكونغو الديمقراطية | 1 – 0     | جنوب إفريقيا |
| --------------------------- | --------- | ------------ |
| كابامبا موساسا 86'          | (التقرير) |              |

| الرأس الأخضر | 1 – 0     | بوركينا فاسو |
| ------------ | --------- | ------------ |
| كافو 2'      | (التقرير) |              |

| غانا | 0 – 0     | جمهورية الكونغو الديمقراطية |
| ---- | --------- | --------------------------- |
|      | (التقرير) |                             |

| أوغندا | 0 – 1     | جنوب إفريقيا                    |
| ------ | --------- | ------------------------------- |
|        | (التقرير) | بينيدكت ماكارثي 68' (ركلة جزاء) |

| جنوب إفريقيا                                     | 2 – 1     | أوغندا                      |
| ------------------------------------------------ | --------- | --------------------------- |
| كوينتون فورتشن 21' (ركلة جزاء) · ستيفن بينار 71' | (التقرير) | ديفيد أوبوا 63' (ركلة جزاء) |

| بوركينا فاسو      | 1 – 2     | الرأس الأخضر          |
| ----------------- | --------- | --------------------- |
| موموني داغانو 71' | (التقرير) | كارلوس مورايس 48' 87' |

| جمهورية الكونغو الديمقراطية | 1 – 1     | غانا             |
| --------------------------- | --------- | ---------------- |
| شعباني نوندا 50'            | (التقرير) | أسامواه غيان 30' |

| الرأس الأخضر | 1 – 2     | جنوب إفريقيا                           |
| ------------ | --------- | -------------------------------------- |
| كافو 77'     | (التقرير) | بينيدكت ماكارثي 10' · ديلرون باكلي 12' |

| غانا                              | 2 – 1     | بوركينا فاسو      |
| --------------------------------- | --------- | ----------------- |
| ستيفن أبياه 66' · ماثيو أمواه 83' | (التقرير) | موموني داغانو 30' |

| جمهورية الكونغو الديمقراطية                                                | 4 – 0     | أوغندا |
| -------------------------------------------------------------------------- | --------- | ------ |
| شعباني نوندا 2' 69' (ركلة جزاء) · نغاسانيا إيلونغو 58' · زولا ماتومونا 78' | (التقرير) |        |

| جنوب إفريقيا | 0 – 2     | غانا                               |
| ------------ | --------- | ---------------------------------- |
|              | (التقرير) | ماثيو أمواه 59' · مايكل إيسيان 91' |

| أوغندا               | 1 – 0     | الرأس الأخضر |
| -------------------- | --------- | ------------ |
| غيوفري سيرونكوما 36' | (التقرير) |              |

| بوركينا فاسو                                | 2 – 0     | جمهورية الكونغو الديمقراطية |
| ------------------------------------------- | --------- | --------------------------- |
| سايدو بانانديتيغويري 3' · موموني داغانو 68' | (التقرير) |                             |

| بوركينا فاسو                          | 3 – 1     | جنوب إفريقيا      |
| ------------------------------------- | --------- | ----------------- |
| عبد الله سيسي 32' 47' · يحيى كيبي 39' | (التقرير) | سيبوسيسو زوما 75' |

| جمهورية الكونغو الديمقراطية                  | 2 – 1     | الرأس الأخضر      |
| -------------------------------------------- | --------- | ----------------- |
| سيريل موبيالا كيتامبالا 21' · مابي مبوتو 49' | (التقرير) | كارلوس مورايس 24' |

| غانا                               | 2 – 0     | أوغندا |
| ---------------------------------- | --------- | ------ |
| مايكل إيسيان 10' · ماثيو أمواه 15' | (التقرير) |        |

| الرأس الأخضر | 0 – 4     | غانا                                                                                     |
| ------------ | --------- | ---------------------------------------------------------------------------------------- |
|              | (التقرير) | جويتيكس أسامواه فريمبورغ 5' · سولي علي مونتاري 35' · أسامواه غيان 75' · غودوين أترام 87' |

| جنوب إفريقيا         | 2 – 2     | جمهورية الكونغو الديمقراطية       |
| -------------------- | --------- | --------------------------------- |
| سيبوسيسو زوما 5' 52' | (التقرير) | مابي مبوتو 11' · شعباني نوندا 44' |

| أوغندا                                              | 2 – 2     | بوركينا فاسو                       |
| --------------------------------------------------- | --------- | ---------------------------------- |
| سيمون ماسابا 30' (ركلة جزاء) · غيوفري سيرونكوما 71' | (التقرير) | يحيى كيبي 15' · فلوران رووامبا 75' |

## المجموعة الثالثة
| المنتخب    | المباريات | الفوز | التعادل | الخسارة | له | عليه | الفارق | النقاط |
| ---------- | --------- | ----- | ------- | ------- | -- | ---- | ------ | ------ |
| ساحل العاج | 10        | 7     | 1       | 2       | 20 | 7    | +13    | 22     |
| الكاميرون  | 10        | 6     | 3       | 1       | 18 | 10   | +8     | 21     |
| مصر        | 10        | 5     | 2       | 3       | 26 | 15   | +11    | 17     |
| ليبيا      | 10        | 3     | 3       | 4       | 8  | 10   | −2     | 12     |
| السودان    | 10        | 1     | 3       | 6       | 6  | 22   | −16    | 6      |
| بنين       | 10        | 1     | 2       | 7       | 9  | 23   | −14    | 5      |

- تأهل منتخب ساحل العاج إلى بطولة كأس العالم.
- تأهلت منتخبات ساحل العاج، الكاميرون، مصر، وليبيا إلى بطولة كأس الأمم الأفريقية.

| الكاميرون                          | 2 – 1     | بنين              |
| ---------------------------------- | --------- | ----------------- |
| صامويل إيتو 42' · ريغوبرت سونغ 45' | (التقرير) | سيداث تشوموغو 11' |

| ساحل العاج                                      | 2 – 0     | ليبيا |
| ----------------------------------------------- | --------- | ----- |
| أرونا دنداني 35' · ديديه دروغبا 63' (ركلة جزاء) | (التقرير) |       |

| السودان | 0 – 3     | مصر                                                          |
| ------- | --------- | ------------------------------------------------------------ |
|         | (التقرير) | عبد الحليم علي 6' · محمد أبو تريكة 53' · محمد عبد الوهاب 88' |

| ليبيا | 0 – 0     | الكاميرون |
| ----- | --------- | --------- |
|       | (التقرير) |           |

| بنين                  | 1 – 1     | السودان          |
| --------------------- | --------- | ---------------- |
| موريتالا أوغونبيي 30' | (التقرير) | عمار عبديل 45+2' |

| مصر                | 1 – 2     | ساحل العاج                          |
| ------------------ | --------- | ----------------------------------- |
| محمد أبو تريكة 55' | (التقرير) | أرونا دنداني 22' · ديديه دروغبا 75' |

| السودان | 0 – 1     | ليبيا           |
| ------- | --------- | --------------- |
|         | (التقرير) | نادر كارة 90+3' |

| الكاميرون                          | 2 – 0     | ساحل العاج |
| ---------------------------------- | --------- | ---------- |
| صامويل إيتو 80' · غاي فيوتشيني 82' | (التقرير) |            |

| بنين                                                                    | 3 – 3     | مصر                                               |
| ----------------------------------------------------------------------- | --------- | ------------------------------------------------- |
| عمر تشوموغو 8' (ركلة جزاء) · جوكلين أهوويا 46' · موريتالا أوغونبييي 68' | (التقرير) | أحمد حسن 66' · محمد أبو تريكة 75' · حسن مصطفى 80' |

| ليبيا                                                                   | 4 – 1     | بنين             |
| ----------------------------------------------------------------------- | --------- | ---------------- |
| يونس الشيباني 9' · نادر كارة 47' · أحمد سعد عثمان 51' · مرعي الرملي 70' | (التقرير) | بشيرو أوسيني 12' |

| ساحل العاج                                                                                 | 5 – 0     | السودان |
| ------------------------------------------------------------------------------------------ | --------- | ------- |
| ديديه دروغبا 12' (ركلة جزاء) · أرونا دنداني 15'، 64' · غيل يابي يابو 25' · باكاري كوني 56' | (التقرير) |         |

| مصر                                            | 3 – 2     | الكاميرون                       |
| ---------------------------------------------- | --------- | ------------------------------- |
| محمد شوقي 45' · أحمد حسن 74' · طارق السعيد 86' | (التقرير) | بيل تشاتو 88' · صامويل إيتو 89' |

| ليبيا                              | 2 – 1     | مصر          |
| ---------------------------------- | --------- | ------------ |
| نادر كارة 31' · أحمد سعد عثمان 85' | (التقرير) | عمرو زكي 57' |

| السودان        | 1 – 1     | الكاميرون       |
| -------------- | --------- | --------------- |
| فيصل العجب 17' | (التقرير) | جوزيف جوب 90+2' |

| بنين | 0 – 1     | ساحل العاج       |
| ---- | --------- | ---------------- |
|      | (التقرير) | أرونا دنداني 48' |

| الكاميرون                         | 2 – 1     | السودان       |
| --------------------------------- | --------- | ------------- |
| جيريمي نجيتاب 34' · بيير ويبو 90' | (التقرير) | هيثم طمبل 41' |

| ساحل العاج                                 | 3 – 0     | بنين |
| ------------------------------------------ | --------- | ---- |
| بونافينتور كالو 7' · ديديه دروغبا 19'، 59' | (التقرير) |      |

| مصر                                         | 4 – 1     | ليبيا            |
| ------------------------------------------- | --------- | ---------------- |
| ميدو 55' · عماد متعب 56' 81' · أحمد حسن 76' | (التقرير) | عثمان فرجاني 50' |

| ليبيا | 0 – 0     | ساحل العاج |
| ----- | --------- | ---------- |
|       | (التقرير) |            |

| بنين            | 1 – 4     | الكاميرون                                                              |
| --------------- | --------- | ---------------------------------------------------------------------- |
| كوفي أغبيسي 81' | (التقرير) | ريغوبرت سونغ 19' · بيير ويبو 51' · جيريمي نجيتاب 64' · صامويل إيتو 69' |

| مصر                                                                                   | 6 – 1     | السودان       |
| ------------------------------------------------------------------------------------- | --------- | ------------- |
| عبد الحليم علي 8'، 31' · عمرو زكي 28'، 50' · طارق السعيد 86' · أحمد عيد عبد الملك 71' | (التقرير) | هيثم طمبل 83' |

| الكاميرون     | 1 – 0     | ليبيا |
| ------------- | --------- | ----- |
| بيير ويبو 37' | (التقرير) |       |

| ساحل العاج            | 2 – 0     | مصر |
| --------------------- | --------- | --- |
| ديديه دروغبا 41'، 49' | (التقرير) |     |

| السودان       | 1 – 0     | بنين |
| ------------- | --------- | ---- |
| هيثم طمبل 20' | (التقرير) |      |

| ليبيا | 0 – 0     | السودان |
| ----- | --------- | ------- |
|       | (التقرير) |         |

| ساحل العاج            | 2 – 3     | الكاميرون                 |
| --------------------- | --------- | ------------------------- |
| ديديه دروغبا 38'، 47' | (التقرير) | بيير ويبو 30'، 45+2'، 85' |

| مصر                               | 4 – 1     | بنين                |
| --------------------------------- | --------- | ------------------- |
| عمرو زكي 12'، 15'، 84' · ميدو 71' | (التقرير) | ستيفان سيسينيون 60' |

| الكاميرون        | 1 – 1     | مصر           |
| ---------------- | --------- | ------------- |
| رودولف دوالا 20' | (التقرير) | محمد شوقي 79' |

| السودان       | 1 – 3     | ساحل العاج                             |
| ------------- | --------- | -------------------------------------- |
| هيثم طمبل 89' | (التقرير) | كانغا أكالي 22' · أرونا دنداني 51' 73' |

| بنين             | 1 – 0     | ليبيا |
| ---------------- | --------- | ----- |
| راتشاد تشيتو 60' | (التقرير) |       |

## المجموعة الرابعة
| المنتخب  | المباريات | الفوز | التعادل | الخسارة | له | عليه | الفارق | النقاط |
| -------- | --------- | ----- | ------- | ------- | -- | ---- | ------ | ------ |
| أنغولا   | 10        | 6     | 3       | 1       | 12 | 6    | +6     | 21     |
| نيجيريا  | 10        | 6     | 3       | 1       | 21 | 7    | +14    | 21     |
| زيمبابوي | 10        | 4     | 3       | 3       | 13 | 14   | −1     | 15     |
| الغابون  | 10        | 2     | 4       | 4       | 11 | 13   | −2     | 10     |
| الجزائر  | 10        | 1     | 5       | 4       | 8  | 15   | −7     | 8      |
| رواندا   | 10        | 1     | 2       | 7       | 6  | 16   | −10    | 5      |

- تأهل منتخب أنغولا إلى بطولة كأس العالم.
- تأهلت منتخبات أنغولا، نيجيريا، وزيمبابوي إلى بطولة كأس الأمم الأفريقية.

| الغابون           | 1 – 1     | زيمبابوي             |
| ----------------- | --------- | -------------------- |
| ثيودور نغويما 52' | (التقرير) | شينغايي كاونديرا 82' |

| نيجيريا                  | 2 – 0     | رواندا |
| ------------------------ | --------- | ------ |
| أوبافيمي مارتينز 55' 88' | (التقرير) |        |

| الجزائر | 0 – 0     | أنغولا |
| ------- | --------- | ------ |
|         | (التقرير) |        |

| رواندا                              | 3 – 1     | الغابون           |
| ----------------------------------- | --------- | ----------------- |
| عبيدي سعيد 4' 64' · جيمي موليسا 27' | (التقرير) | ثيودور نغويما 20' |

| زيمبابوي                | 1 – 1     | الجزائر           |
| ----------------------- | --------- | ----------------- |
| سليمان رحو 60' (بالخطأ) | (التقرير) | عبد الملك شراد 3' |

| أنغولا   | 1 – 0     | نيجيريا |
| -------- | --------- | ------- |
| أكوا 84' | (التقرير) |         |

| نيجيريا        | 1 – 0     | الجزائر |
| -------------- | --------- | ------- |
| جوزيف يوبو 84' | (التقرير) |         |

| رواندا | 0 – 2     | زيمبابوي                               |
| ------ | --------- | -------------------------------------- |
|        | (التقرير) | بيتر ندلوفو 41' · تيناشي نينغوماشا 79' |

| الغابون                               | 2 – 2     | أنغولا                                  |
| ------------------------------------- | --------- | --------------------------------------- |
| تييري إيسييمو 44' · ثيودور نغويما 49' | (التقرير) | أكوا 19' · ماركو باولو ريبيلو لوبيز 81' |

| زيمبابوي | 0 – 3     | نيجيريا                                                                  |
| -------- | --------- | ------------------------------------------------------------------------ |
|          | (التقرير) | جوليوس أغاهوا 3' · جوزيف إيناكارهير 28' · ياكوبو إيغبيني 48' (ركلة جزاء) |

| أنغولا    | 1 – 0     | رواندا |
| --------- | --------- | ------ |
| فريدي 52' | (التقرير) |        |

| الجزائر | 0 – 3     | الغابون                                                     |
| ------- | --------- | ----------------------------------------------------------- |
|         | (التقرير) | كاتيلينا أوباميانغ 56' · جورج أكيريمي 73' · إيتيان بيتو 84' |

| رواندا        | 1 – 1     | الجزائر         |
| ------------- | --------- | --------------- |
| عبيدي سعيد 9' | (التقرير) | أسعد بورحلي 14' |

| الغابون           | 1 – 1     | نيجيريا            |
| ----------------- | --------- | ------------------ |
| تييري إيسييمو 29' | (التقرير) | ياكوبو إيغبيني 50' |

| أنغولا           | 1 – 0     | زيمبابوي |
| ---------------- | --------- | -------- |
| فلافيو أمادو 53' | (التقرير) |          |

| نيجيريا                             | 2 – 0     | الغابون |
| ----------------------------------- | --------- | ------- |
| جوليوس أغاهوا 79' · نوانكو كانو 81' | (التقرير) |         |

| زيمبابوي                                    | 2 – 0     | أنغولا |
| ------------------------------------------- | --------- | ------ |
| شينغايي كاونديرا 59' · بنجاني مواروواري 73' | (التقرير) |        |

| الجزائر           | 1 – 0     | رواندا |
| ----------------- | --------- | ------ |
| منصور بوتابوت 48' | (التقرير) |        |

| زيمبابوي        | 1 – 0     | الغابون |
| --------------- | --------- | ------- |
| بيتر ندلوفو 52' | (التقرير) |         |

| أنغولا                      | 2 – 1     | الجزائر           |
| --------------------------- | --------- | ----------------- |
| فلافيو أمادو 50' · أكوا 58' | (التقرير) | منصور بوتابوت 63' |

| رواندا         | 1 – 1     | نيجيريا              |
| -------------- | --------- | -------------------- |
| جيمي غاتيت 53' | (التقرير) | أوبافيمي مارتينز 78' |

| الغابون                                                           | 3 – 0     | رواندا |
| ----------------------------------------------------------------- | --------- | ------ |
| إيتيان ألان دجيسيكادي 10' · ديودوني لوندو 55' · ثيودور نغويما 60' | (التقرير) |        |

| نيجيريا           | 1 – 1     | أنغولا       |
| ----------------- | --------- | ------------ |
| جاي جاي أوكوشا 5' | (التقرير) | فغويريدو 60' |

| الجزائر                        | 2 – 2     | زيمبابوي                               |
| ------------------------------ | --------- | -------------------------------------- |
| عنتر يحيى 17' · سفيان داود 48' | (التقرير) | شينغايي كاونديرا 33' · بيتر ندلوفو 87' |

| أنغولا                                                     | 3 – 0     | الغابون |
| ---------------------------------------------------------- | --------- | ------- |
| رينيه نسي أكو 25' (بالخطأ) · مانتوراس 44' · زي كالانغا 89' | (التقرير) |         |

| زيمبابوي                                                          | 3 – 1     | رواندا                         |
| ----------------------------------------------------------------- | --------- | ------------------------------ |
| شينغايي كاونديرا 4' · بنجاني مواروواري 43' · أشلي رامباناباسي 78' | (التقرير) | زفينييكا ماكونيزي 30' (بالخطأ) |

| الجزائر                           | 2 – 5     | نيجيريا                                                                         |
| --------------------------------- | --------- | ------------------------------------------------------------------------------- |
| حمزة ياسف 48' · منصور بوتابوت 58' | (التقرير) | أوبافيمي مارتينز 20' (ركلة جزاء) 88' 90' · جون أوتاكا 42' · كريستيان أوبودو 81' |

| نيجيريا | 5 – 1     | زيمبابوي             |
| --- | --------- | -------------------- |
| أوبافيمي مارتينز 35' 75' (ركلة جزاء) · أييلا يوسف 62' · نوانكو كانو 80' (ركلة جزاء) · أوسازي أوديموينغي 89' | (التقرير) | بنجاني مواروواري 70' |

| الغابون | 0 – 0     | الجزائر |
| ------- | --------- | ------- |
|         | (التقرير) |         |

| رواندا | 0 – 1     | أنغولا   |
| ------ | --------- | -------- |
|        | (التقرير) | أكوا 79' |

## المجموعة الخامسة
| المنتخب  | المباريات | الفوز | التعادل | الخسارة | له | عليه | الفارق | النقاط |
| -------- | --------- | ----- | ------- | ------- | -- | ---- | ------ | ------ |
| تونس     | 10        | 6     | 3       | 1       | 25 | 9    | +16    | 21     |
| المغرب   | 10        | 5     | 5       | 0       | 17 | 7    | +10    | 20     |
| غينيا    | 10        | 5     | 2       | 3       | 15 | 10   | +5     | 17     |
| كينيا    | 10        | 3     | 1       | 6       | 8  | 17   | −9     | 10     |
| بوتسوانا | 10        | 3     | 0       | 7       | 10 | 18   | −8     | 9      |
| مالاوي   | 10        | 1     | 3       | 6       | 12 | 26   | −14    | 6      |

- تأهل منتخب تونس إلى بطولة كأس العالم.
- تأهلت منتخبات تونس، المغرب، وغينيا إلى بطولة كأس الأمم الأفريقية.

| مالاوي             | 1 – 1     | المغرب        |
| ------------------ | --------- | ------------- |
| هيستون مونثالي 35' | (التقرير) | يوسف سفري 25' |

| تونس                                                   | 4 – 1     | بوتسوانا            |
| ------------------------------------------------------ | --------- | ------------------- |
| جوزيه كلايتون 9' · كريم حڨي 35' 79' · علي الزيتوني 74' | (التقرير) | ديبسي سيلولواني 65' |

| كينيا                                 | 2 – 1     | غينيا                          |
| ------------------------------------- | --------- | ------------------------------ |
| دينيس أوليتش 10' · إدوين موكوينيا 61' | (التقرير) | باسكال فيندونو 19' (ركلة جزاء) |

| بوتسوانا                                   | 2 – 0     | مالاوي |
| ------------------------------------------ | --------- | ------ |
| ديبسي سيلولواني 7' · نيلسون غابولويلوي 25' | (التقرير) |        |

| غينيا                | 2 – 1     | تونس             |
| -------------------- | --------- | ---------------- |
| كابا دياوارا 12' 46' | (التقرير) | ناجح إبراهيم 67' |

| المغرب                                                    | 5 – 1     | كينيا           |
| --------------------------------------------------------- | --------- | --------------- |
| جواد الزايري 12' 39' 90' · منير دياني 46' · يوسف حاجي 81' | (التقرير) | موسى أوتينو 93' |

| مالاوي                 | 1 – 1     | غينيا            |
| ---------------------- | --------- | ---------------- |
| ألبيرت مبينغانجيرا 71' | (التقرير) | كابا دياوارا 80' |

| بوتسوانا | 0 – 1     | المغرب            |
| -------- | --------- | ----------------- |
|          | (التقرير) | يوسف المختاري 30' |

| تونس            | 1 – 0     | كينيا |
| --------------- | --------- | ----- |
| هيكل قمامدية 2' | (التقرير) |       |

| كينيا                                 | 3 – 2     | مالاوي                                             |
| ------------------------------------- | --------- | -------------------------------------------------- |
| جون باراسا 21' 29' · دينيس أوليتش 25' | (التقرير) | هيستون مونثالي 41' · باتريك مابيدي 90' (ركلة جزاء) |

| المغرب            | 1 – 1     | تونس                     |
| ----------------- | --------- | ------------------------ |
| طلال القرقوري 74' | (التقرير) | فرانسليدو دوس سانتوس 11' |

| غينيا                                                                      | 4 – 0     | بوتسوانا |
| -------------------------------------------------------------------------- | --------- | -------- |
| باسكال فيندونو 44' · سليمان يولا 54' · كابا دياوارا 60' · فودي مانساري 82' | (التقرير) |          |

| مالاوي                                        | 2 – 2     | تونس                             |
| --------------------------------------------- | --------- | -------------------------------- |
| راسيل موافوليروا 19' · إيمانويل تشيباتالا 37' | (التقرير) | زياد الجزيري 82' · قيس غضبان 89' |

| بوتسوانا                                    | 2 – 1     | كينيا           |
| ------------------------------------------- | --------- | --------------- |
| تشيبيسو مولوانتوا 51' · ديبسي سيلولواني 58' | (التقرير) | دينيس أوليتش 5' |

| غينيا            | 1 – 1     | المغرب          |
| ---------------- | --------- | --------------- |
| فودي مانساري 50' | (التقرير) | مروان الشماخ 5' |

| كينيا            | 1 – 0     | بوتسوانا |
| ---------------- | --------- | -------- |
| دينيس أوليتش 44' | (التقرير) |          |

| تونس                                                                                                   | 7 – 0     | مالاوي |
| --- | --------- | ------ |
| هيكل قمامدية 3' · فرانسليدو دوس سانتوس 12' 52' 75' 77' · جوزيه كلايتون 60' (ركلة جزاء) · قيس غضبان 80' | (التقرير) |        |

| المغرب        | 1 – 0     | غينيا |
| ------------- | --------- | ----- |
| يوسف حاجي 62' | (التقرير) |       |

| بوتسوانا              | 1 – 3     | تونس                                                          |
| --------------------- | --------- | ------------------------------------------------------------- |
| موغوغي غابونامونغ 12' | (التقرير) | مهدي النفطي 27' · فرانسليدو دوس سانتوس 43' · وسام العابدي 78' |

| المغرب                                               | 4 – 1     | مالاوي                 |
| ---------------------------------------------------- | --------- | ---------------------- |
| مروان الشماخ 16' · يوسف حاجي 21' 75' · حسين خرجة 72' | (التقرير) | إيمانويل تشيباتالا 10' |

| غينيا               | 1 – 0     | كينيا |
| ------------------- | --------- | ----- |
| سامبيغو بانغورا 68' | (التقرير) |       |

| تونس                                             | 2 – 0     | غينيا |
| ------------------------------------------------ | --------- | ----- |
| جوزيه كلايتون 36' (ركلة جزاء) · عادل الشاذلي 78' | (التقرير) |       |

| مالاوي               | 1 – 3     | بوتسوانا                                                           |
| -------------------- | --------- | ------------------------------------------------------------------ |
| راسيل موافوليروا 48' | (التقرير) | تشيبيسو مولوانتوا 8' · ديبسي سيلولواني 40' · تشيبو موتلهابانكو 88' |

| كينيا | 0 – 0     | المغرب |
| ----- | --------- | ------ |
|       | (التقرير) |        |

| كينيا | 0 – 2     | تونس                            |
| ----- | --------- | ------------------------------- |
|       | (التقرير) | هيكل قمامدية 2' · عصام جمعة 85' |

| المغرب            | 1 – 0     | بوتسوانا |
| ----------------- | --------- | -------- |
| طلال القرقوري 56' | (التقرير) |          |

| غينيا                                                       | 3 – 1     | مالاوي              |
| ----------------------------------------------------------- | --------- | ------------------- |
| باسكال فيندونو 12' · كابا دياوارا 36' · سامبيغو بانغورا 67' | (التقرير) | نويل مكانداويري 37' |

| مالاوي                                     | 3 – 0     | كينيا |
| ------------------------------------------ | --------- | ----- |
| جيمي زاكازاكا 6' · نويل مكانداويري 49' 61' | (التقرير) |       |

| بوتسوانا              | 1 – 2     | غينيا                 |
| --------------------- | --------- | --------------------- |
| تشيبيسو مولوانتوا 35' | (التقرير) | عثمان بانغورا 73' 76' |

| تونس                                 | 2 – 2     | المغرب                              |
| ------------------------------------ | --------- | ----------------------------------- |
| جوزيه كلايتون 18' · عادل الشاذلي 69' | (التقرير) | مروان الشماخ 3' · طلال القرقوري 42' |